# Radio Plus Legnica
Radio Plus Legnica – katolicka, regionalna stacja radiowa należąca do sieci Radia Plus, istniejąca od roku 1991 (początkowo jako Radio Legnica). Nadaje całodobowo na terenie diecezji legnickiej, ale sygnał dociera też do dużej części woj. dolnośląskiego, oraz południowych obszarów woj. lubuskiego i wielkopolskiego. Program stacji jest adresowany głównie do mieszkańców miast Zagłębia Miedziowego.

## Częstotliwości
Radio Plus Legnica korzysta z 5 nadajników rozmieszczonych w zachodniej części województwa dolnośląskiego, na terenach diecezji legnickiej. Największym zasięgiem dysponuje nadajnik w Polkowicach. Emisję z tego nadajnika można odbierać w promieniu 50-80 kilometrów. Obejmuje ona swoim zasięgiem wszystkie największe miasta regionu i diecezji, południową część województwa lubuskiego, okolice Leszna w województwie wielkopolskim oraz wyżej położone miejscowości w Karkonoszach. Sygnał częściowo dociera również do Wrocławia.
| Częstotliwość | Nadajnik                                 | Moc nadajnika | Miejscowości w zasięgu |
| ------------- | ---------------------------------------- | ------------- | --- |
| 92,7 MHz      | Legnica/Kościół Św. Jana Chrzciciela     | 0,1 kW        | Legnica |
| 94,9 MHz      | Jelenia Góra/Łysa Góra                   | 1 kW          | Jelenia Góra, Karpacz, Kowary, Piechowice, Szklarska Poręba, Wojcieszów, Świerzawa, Wleń |
| 102,6 MHz     | Polkowice/Komin EC-2                     | 20 kW         | Polkowice, Lubin, Głogów, Legnica, Chocianów, Ścinawa, Złotoryja, Jawor, Bolków, Prochowice, Chojnów, Strzegom, Szprotawa, Przemków, Wschowa, Nowa Sól, Nowe Miasteczko, Bytom Odrzański, Środa Śląska, Wołów |
| 102,6 MHz     | Głogów/Jakubów                           | 20 kW         | Polkowice, Lubin, Głogów |
| 102,8 MHz     | Świeradów-Zdrój/Stóg Izerski             | 1 kW          | Świeradów-Zdrój, Mirsk, Zgorzelec, Bolesławiec, Lubań, Lwówek Śląski, Gryfów Śląski, Lubomierz, Leśna, Nowogrodziec, Węgliniec, Olszyna, Żagań, Żary                                                          |
| 103,4 MHz     | Kamienna Góra/Kościół Św. Piotra i Pawła | 1 kW          | Kamienna Góra, Lubawka, Czarny Bór, Chełmsko Śląskie, Krzeszów |

## Programy lokalne
- Zapytaj Prezydenta Legnicy
- Chłodnym Okiem
- Ścinawa nad Odrą - aktywnie, obiektywnie, z pasją
- Ekspert radzi
- Ekspresem po Miedzi
- Puls Lubina
- Gmina Polkowice - serce Zagłębia Miedziowego
- Legnica, z nią zawsze po drodze
- Dolnośląska Mozaika
- Powiat legnicki ma głos
- Pociągi pod radiowym nadzorem, czyli co słuchać w Kolejach Dolnośląskich
- Powiat Polkowicki bliżej mieszkańców

## Programy Ogólnopolskie
- Nocne Światła – cykl rozmów na różne tematy dotyczące kościoła, historii, psychologii i oświaty-Paweł Krzemiński
- Kościół, Wydarzenia, Komentarze – Program poświęcony ważnym wydarzeniom w Kościele Katolickim w Polsce i na świecie oraz komentujący z udziałem osób świeckich i duchownych aktualne sprawy społeczne i polityczne – Weronika Kostrzewa
- Sedno sprawy – cykl rozmów z politykami i nie tylko – Jacek Prusinowski
- Ósma godzina czytań – rozważania i komentarze do niedzielnych czytań – Artur Moczarski
- Sedno sprawy PLUS – program o tematyce społeczno-politycznej – Jacek Prusinowski
- Ludzkim głosem – rozmowy z udziałem słuchaczy na tematy społeczne i teologiczne – Patrycja Michońska i ks.Zbigniew Kapłański
- Aleja Gwiazd
- Kto Rano Wstaje – Poranne pasmo Radia Plus – Kasia Kozimor i Tomek Waloszczyk
- Przeboje z nutą nostalgii/Prywatka z Radiem Plus – Jan Pasterski, Agnieszka Morawska, Tomasz Bednarek
- Wieki wieków – Artur Moczarski
- Środek tygodnia – program społeczno-polityczny omawiający z zaproszonymi gośćmi i ekspertów tłumaczący aktualne wydarzenia w Polsce – Kamila Baranowska
- Salon dziennikarski - Program współdzielony z Radiem eM Kielce, Radiem Warszawą, TVP Info i innymi stacjami